# 獅子座44
獅子座44，又名BD+09 2351，HD 90254、SAO 118286、HR 4088，是獅子座的一颗恒星，视星等为5.61，位于銀經233.95，銀緯50.92，其B1900.0坐标为赤經10h 19m 59s，赤緯+9° 50.92′ 36″。